# Свечников, Пётр Григорьевич
Пётр Григорьевич Све́чников (р. 1953) — российский политический деятель. Депутат Государственной Думы II (1995—1999), III (1999—2003), IV (2003—2007) и V созывов (с 2007), член фракции КПРФ. Первый секретарь челябинского обкома КПРФ (до 2009 года). Заслуженный изобретатель Российской Федерации (2006).

## Биография
Родился 1 ноября 1953 года в посёлке Озёрное Приуральского района (ныне Западно-Казахстанской области Казахстана). В 1979 году окончил Западно-Казахстанский сельскохозяйственный институт по специальности «инженер-механик».
В 1971—1972 годах работал в колхозе «Дружба» Приуральского района Уральской области в Казахстане. В 1979—1981 годах преподавал в Западно-Казахстанском сельскохозяйственном институте. В 1984—1986 годах — доцент, заместитель декана факультета механизации сельского хозяйства Челябинского государственного агроуниверситета.
В 1988—1990 годах — секретарь парткома университета. В 1990—1991 годах — первый секретарь центрального райкома КПСС Челябинска. В 1990—1993 годах — депутат Центрального районного Совета народных депутатов. В 1991—1992 годах — один из координаторов Челябинского городского совета коммунистов. В 1991—1996 годах — доцент, декан факультета заочного образования Челябинского государственного агроинженерного университета.
С 1992 года по 1993 год был членом Российской партии коммунистов, членом её политсовета. С 1993 года — член КПРФ. Первый секретарь челябинского обкома КПРФ, член ЦК КПРФ.
В 1995 году избран депутатом Государственной думы II созыва от КПРФ. Был членом комитета по делам ветеранов. В октябре 1997 года перешёл в Аграрную депутатскую группу. В 1999 году избран депутатом Государственной думы III созыва по Златоустовскому избирательному округу. В январе 2000 года перешёл из фракции КПРФ в Агропромышленную депутатскую группу. Был членом комитета по промышленности, строительству и наукоёмким технологиям.
В 2003 году избран депутатом Государственной думы IV созыва. Был членом комитета по бюджету и налогам.
В 2007 году избран депутатом Государственной думы V созыва по избирательному списку КПРФ. Член комитета по бюджету и налогам.
В ноябре 2008 года вошёл в состав Центрального комитета КПРФ. Первый секретарь челябинского областного комитета отделения КПРФ. В 2009 году принимал участие в выборах мэра Челябинска, занял третье место, получив 6,85 % голосов.